# Сапалёв, Иван Григорьевич
Иван Григорьевич Сапалёв (1912—1976) — советский военнослужащий. Участник Великой Отечественной войны. Герой Советского Союза.

## Биография
Родился  20 сентября 1912 года в селе Московка Самарского района Восточно-Казахской области Казахстана в семье крестьянина.
Русский. Член КПСС с 1943 года.
Образование начальное. Работал забойщиком на руднике «Джумба». В Красной Армии и на фронте с июля 1942 года. Воевал на Западном, Воронежском, Центральном, 1-м и 4-м Украинских фронтах. Особо отличился в ходе Черниговско-Припятской операции битвы за Днепр.
Командир отделения 603-го отдельного сапёрного батальона (322-я стрелковая дивизия, 13-я армия, Центральный фронт) младший сержант Сапалёв в сентябре 1943 года обеспечивал форсирование рек Сейм, Десна и Днепр. На реке Сейм в районе Новые Млины и Пекарев его отделение навело наплавной мост и обеспечило переправу артиллерийских частей дивизии. На реке Десна в районе деревни Надиновка Черниговской области на пароме за короткое время переправил на другой берег основные части дивизии. На реке Днепр южнее села Любеч Гомельской области 22 сентября 1943 года с группой бойцов вплавь преодолел реку и, захватив прибрежную траншею, закрепился на захваченный рубеже, чем способствовал переправе стрелковых подразделений.
Звание Героя Советского Союза присвоено 16 октября 1943 года.
После войны был демобилизован. Вернулся на родину, работал на том же руднике. В 1956 году переехал в городе Бийск Алтайского края, работал бригадиром каменщиков в строительно-монтажном тресте № 122.
Награждён двумя орденами Ленина (16.10.1943, 05.08.1966), орденом Красной Звезды (13.06.1945), Славы 3 степени (30.08.1944), медалями, в том числе двумя медалями «За отвагу» (23.02.1943, 27.09.1943), медалью «За боевые заслуги» (20.02.1943).
Умер 27 февраля 1976 года.